# Görgényi István (festő)
Görgényi István (Bánhida, 1917. február 20. – Tatabánya, 1973. szeptember 30.) festőművész, a "magyar Goya".

## Élete és művészi pályája
Bányászcsaládban született Bánhidán 1917. február 20-án Benkovics néven. Bánhidai tanítói (Faragó János, Bálványos István) már az elemi iskolában felismerték a rajztehetségét. Makk Béla bánhidai plébános és a tatabányai prelátus anyagi segítségével a Képzőművészeti Főiskolára került. Ösztöndíjat kapott, Münchenbe küldték. A Bánhidai Legényegylet, az Iparoskör a bál és színjátszás bevételét Görgényi megsegítésére ajánlotta föl. Szákszenden pásztorként, Kispécén cselédként, a kisgyóni bányában csapatcsillésként dolgozott. Az országot járva alkalmi munkákat vállalt.
Aba-Novák Vilmos és Bottka Miklós főiskolai tanárok műtermében fejlesztette rajztudását. A Képzőművészeti Főiskolán Rudnay Gyula tanítványaként, 1942-ben szerzett diplomát. Tanulmányúton volt Bécsben és Münchenben.
Tanulmányai befejeztével visszatért Tatabányára, ahol bányászként dolgozott. Később rajztanárként és grafikusként tevékenykedett az akkori Mező Imre Általános Iskolában (ma: Pólya György Általános Iskola Esztergomi Úti Telephelye).
Bekapcsolódott a Bányász Képzőművész Kör munkájába, 1957–58-ban vezetője is volt a szakkörnek. A Művészeti Alap tagja volt.
1973. szeptember 30-án hunyt el Tatabányán.

## Festészete
Görgényi Istvánt a művészettörténet 2006-ig helyi festőként tartotta számon, aki a Tatabányáról készített akvarelleket, a bányászokról, a bányáról meg tus- és szénrajzokat. Egy tatai vállalkozó, Rigó Erik hozzájutott a teljes Görgényi-hagyatékhoz, és kiderült, hogy a festőnek volt egy másik, egy párhuzamos élete.
Görgényi István a forradalom leverése után titokban készítette több száz művét '56-os emlékei alapján. A képek teljes titokban készültek, és elkészültük után a ház pincéjében rögtön elrejtette azokat. A titkosság oka érthető, hiszen a festőre és családjára súlyos retorziók vártak volna, ha fény derül „ellenforradalmi reakciós" tevékenységére. "Görgényi művészetét áthatotta mindaz, amit mesterétől, Rudnay Gyulától tanult. Mély tónusú, szenvedélyes megfogalmazású festményeit felfoghatjuk akár a romantika, a nemzeti realizmus folytatásaként is. Ha előképeket kívánunk még kiemelni, elsősorban Munkácsy, Goya, némely portréját tekintve Rembrandt neve említendő" – P. Tóth Enikő művészettörténész.